# S/2003 J 4
S/2003 J 4是环绕木星运行的一颗卫星。它在2003年被由Scott S. Sheppard領導的夏威夷大學一個天文小組發現。

## 概述
S/2003 J 4的直徑約1公里，公轉軌道的平均半徑為23.571 Gm，公轉周期739.294日，軌道傾角147°，軌道離心率為0.3003。